# Dietmar Klenke
Dietmar Klenke (* 7. Januar 1954 in Warburg/Westfalen) ist emeritierter Professor für Neueste Geschichte an der Universität Paderborn.

## Leben
Klenke studierte Geschichte, Soziologie und Musikwissenschaft an der Universität zu Köln und der Universität Münster. 1982 erfolgte die Promotion in Neuerer Geschichte an der Universität Münster, 1985 das Referendarsexamen als Gymnasiallehrer in Rheine. Klenke wurde Wissenschaftlicher Assistent an der Universität Bielefeld mit der Habilitation 1992 und Venia legendi in Neuerer Geschichte. Anschließend war er Wissenschaftlicher Angestellter am Stadtarchiv Münster für ein Ausstellungsprojekt über Gerichtsgeschichte. Von 1997 bis 2019 war er Professor für Neueste Geschichte am Historischen Institut der Universität Paderborn. Eine Spezialität seiner Forschungen sind die musikhistorischen Arbeiten.

## Werke
- Die SPD-Linke in der Weimarer Republik. Eine Untersuchung zu regionalen und organisatorischen Grundlagen und zur politischen Praxis und Theoriebildung des linken Flügels der SPD in den Jahren 1922–1932, Lit, Münster 1983 (zugleich Dissertation Münster 1982).
- Freier Stau für freie Bürger – die Geschichte der bundesdeutschen Verkehrspolitik 1949–1994. Darmstadt 1995.
- Der singende „deutsche Mann“ – Gesangvereine und deutsches Nationalbewußtsein von Napoleon bis Hitler. Münster 1998 ISBN 3-89325-663-6.
- Vom hohen Nutzen einer traditionsbewussten Studentenhistorie im Lichte der aktuellen Universitätskrise, in: Claus-A. Revenstorff (Red.): Beiträge der 67. Deutschen Studentenhistorikertagung vom 5.–7. Oktober 2007 in Gießen. Hamburg 2008 (= Der Convent, Sonderheft), S. 21–26.
- Schwarz – Münster – Paderborn – ein antikatholisches Klischeebild, Waxmann, Münster/New York 2008, ISBN 978-3-830919872.